# نشانگان روبرت
سندرم روبرت (به انگلیسی: Roberts syndrome) از حالتهای نادر ژنتیکی است که ناهنجاریهای شدیدی در استخوانهای دست و پا ایجاد می‌کند. سایر ناهنجاریها مثل عقب ماندگی ذهنی ممکن است دیده شود.

## تاریخچه
اولین بار در سال ۱۹۱۹ توضیح داده شد. در گذشته تصور می‌شد این سندرم از دو جز جدای Robert syndrome و sc یا pseudo-thalidomide syndrome ایجاد شده ولی تحقیقات انجام شده حاکی از یکسان بودن این دو سندرم است. SC حروف اول نام خانوادگی دو خانواده است که اولین بار این سندرم در آنها تشخیص داده شد. واژهٔ "pseudo-thalidomide" برای افراد با اندامهای کوتاه استفاده می‌شود زیرا تالیدومید دارویی است که مصرف آن در دوران بارداری باعث ناهنجاریهای اندامها در کودکان می‌شود.

## پرونده ژنتیکی
این سندرم به صورت اتوزوم مغلوب (autosomal recessive) به ارث می‌رسد. جهش در ژن ESCO۲ باعث ایجاد این سندرم می‌شود. این ژن پروتئینی را کد می‌کند که برای جدا شدن درست کروموزوم طی تقسیم سلولی مهم می‌باشد. قبل از تقسیم سلول همهی کروموزومها باید کپی شوند.DNAهای کپی شده دارای کروموزومهای خواهر هستند. این پروتئین نقش مهمی در ایجاد چسبی دارد که باعث نگهداری کروموزومها تا زمانی که آمادهٔ تقسیمند می‌شود. هر گونه موتاسیون در این ژن مانع ایجاد پروتئینESCO۲ با عملکرد مناسب می‌شود که باعث ایجاد چسب بین کروماتیدهای خواهری و از دست رفتنشان دور سانترومر می‌شود.

### بررسی آماری
این سندرم زنان و مردان را به‌طور یکسان تحت تأثیر قرار می‌دهد. هیچ کشور و منطقهٔ خاصی در جهان نیست که این سندرم بیشتر شایع باشد.

## علائم بیماری
فکوملیا Phocomelia حالتی است که دستها و پاها حاضرند ولی بازوها(arms)و رانها(legs) وجود ندارند. در این حالت دستها و پاها مستقیماً به بدن متصل هستند. معمولاً کوتاه شدگی(hypomelia) در دستها بیشتر از پاها است. بعضی افراد بدون استخوان قسمت فوقانی دستها و پاها به دنیا می‌آیند که به این حالت tetraphocomelia گفته می‌شود. بعضی هم شدت کمتری از کوتاه شدگی اندامها را دارند. علاوه بر این ۸۰٪ افراد با این سندرم سر کوچک دارند(microcephaly). همین‌طور بیشتر افراد دارای این سندرم درجاتی از عقب ماندگی ذهنی دارند. بیشتر این افراد نقایص صورتی دارند که روی تکامل لب فوقانی(cleft lip)و کام اثر دارند. کوتاه شدگی یا عدم حضور استخوانهای تحتانی دست (اولنا و رادیوس) در حدود ۹۷٪ افراد مبتلا به این بیماری مشاهده می‌شود. اسخوان ناحیه فوقانی(هومروس)در ۷۷٪موارد درگیر می‌شود. نبودن یا کوتاه شدگی استخوان ران (فمور) در ۶۵٪موارد اتفاق می‌افتد. استخوانهای ناحیهٔ تحتانی پا(تیبیا و فیبولا)در ۷۷٪ از موارد دخیلند. این افراد قبل و بعد از تولد از سایر بچه‌های هم سن کوچکترند و وزن تولد کمی(۵/۱ تا ۲ کیلوگرم) دارند. ممکن است دارای موهای نازک و پراکنده که اغلب به رنگ نقره‌ای است باشند. همچنین اکثر این افراد با شکاف لب و شکاف کام به دنیا می‌آیند. از ناهنجاریهای دیگر می‌توان به چانه و مندیبل کوچک و تکامل نیافته(micrognathia)، گردن کوتاه، مشکلات قلبی و کلیوی، چشمهای برجسته و با فاصله و گوشهای با شکل غیرعادی اشاره کرد. ناهنجاریهای بینایی عبارتند از آب مروارید، قرنیه کدر(corneal opacity)، فقدان یا نقص مادرزادی پلکها. ناهنجاریهای تناسلی شامل بزرگ شدگی آلت تناسلی مردان (فالوس)، بزرگی کلیتوریس و cryptorchism است.

## تشخیص
این ناهنجاری در هفتهٔ ۱۲ بارداری با تست اولتراسوند قابل تشخیص است؛ که در آن مشکلات تکاملی دستها و پاها مشخص می‌گردد. گاهی اوقات دیرتر قابل تشخیص است یا حتی ممکن است نتوان آن را تشخیص داد. مشاهداتی که با اولتراسوند انجام می‌گیرد شامل شکاف لب، فاصلهٔ زیاد چشمها ومایع اضافی در برخی ساختارهای مغز(هیدروسفالوس)، اسپینا بیفیدا، مقادیر زیاد مایع آمنیوتیک و مشکلات کلیوی است. همچنین در تشخیص آنالیز کروموزومهای بچه ممکن است مؤثر باشد.

## درمان
در حال حاضر هیچ درمانی برای افراد با سندرم Roberts sc phocomelia وجود ندارد. پیش‌بینی جریان بیماری
اکثریت افراد با درجات شدید این سندرم در رحم یا طی بارداری یا کمی بعد از تولد می‌میرند. آنهایی که زنده مانده‌اند نقایص رشدی کاملاً مشخصی خواهند داشت. بچه‌های با شدت کمتری از این سندرم و بدون شکاف‌های صورتی بهبودی بهتری دارند.

## نامهای دیگر این سندرم
- Appelt-Gerken-Lenz syndrome
- Hypomelia hypotrichosis facial hemangioma syndrome
- Pseudothalidomide syndrome
- RBS
- Roberts-SC phocomelia syndrome
- SC phocomelia syndrome
- SC pseudothalidomide syndrome
- SC syndrome
- tetraphocomelia-cleft palate syndrome